# Představený

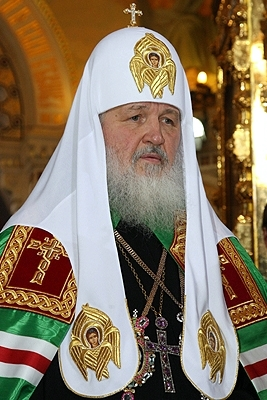
Moskevský patriarcha Kiril

Představený (rusky предстоя́тель, z řeckého προϊςτάμενος nebo πρόεδρος) je označení pro některé nadřízené v rámci církve či státní správy.

## Církev

### Katolická církev
V Katolické církvi je představený neformální titul pro ordináře či nebo převora či opata kláštera.

### Pravoslavná církev
V Pravoslavném pojetí se jedná o obecné, dogmaticky správné označení v pořadí prvního biskupa místní pravoslavné církve. Představeným Ruské pravoslavné církve je patriarcha moskevský a celé Rusi.
V typikonu a dalších bohoslužebných pokynech se výrazem představený/предстоятель označuje biskup nebo kněz, vedoucí (či vykonávající) libovolnou obecnou (kolektivní) bohoslužbu.

## Státní správa
Podle zákona o státní službě je představeným státní zaměstnanec, který je oprávněn vést podřízené státní zaměstnance, ukládat jim služební úkoly, organizovat, řídit, kontrolovat výkon jejich služby a dávat jim k tomu příkazy. Za představeného se považuje i fyzická osoba která je oprávněna na základě zákona dávat státnímu zaměstnanci příkazy k výkonu služby (politik - člen vlády). Představeným může být i příslušník bezpečnostního sboru nebo voják z povolání. Představený si ze svých přímo podřízených určí jednoho, který je jeho zástupcem.